# Pueblo nigeriano

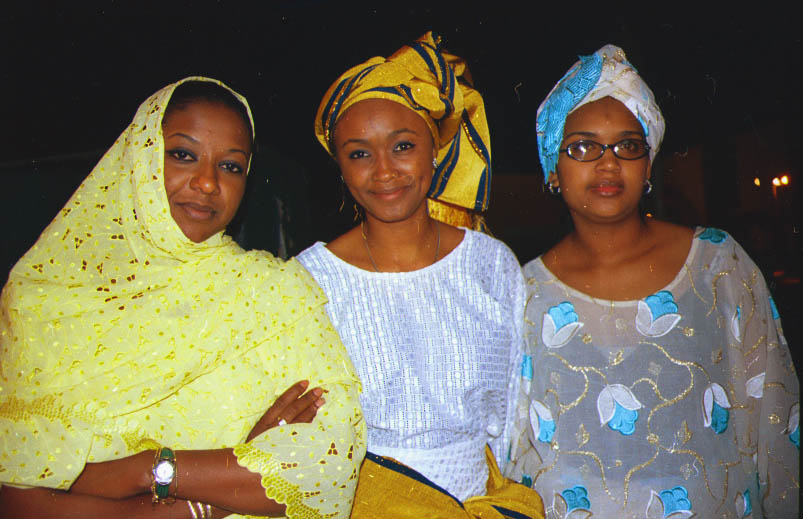
Mujeres de la etnia hausa

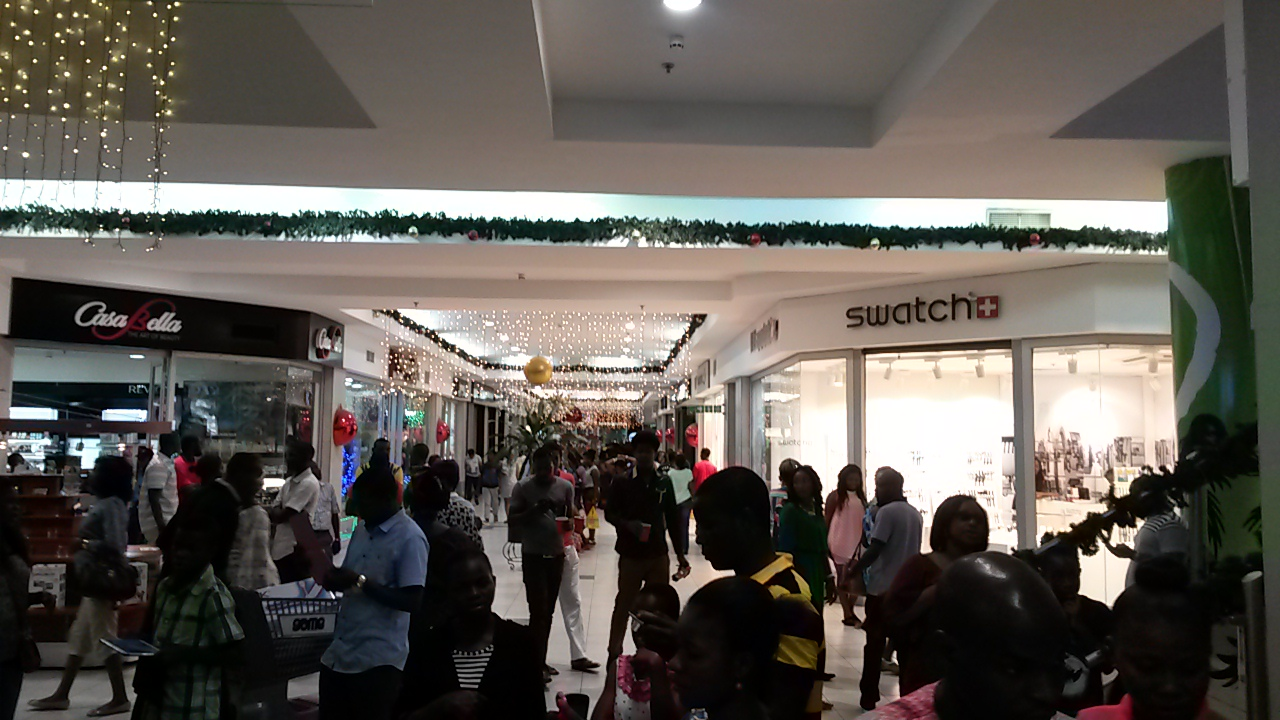
Nigerianos de compras en un centro comercial de Lagos

Los nigerianos o el pueblo nigeriano son ciudadanos de Nigeria o personas con ascendencia de Nigeria.  El nombre Nigeria se deriva del río Níger que atraviesa el país. Este nombre supuestamente fue acuñado a finales del siglo XIX por la periodista británica Flora Shaw, quien más tarde se casó con el barón Frederick Lugard, un administrador colonial británico.  Nigeria está compuesta por varios grupos étnicos y culturas y el término nigeriano se refiere a una nacionalidad cívica basada en la ciudadanía. Los nigerianos provienen de más de 250 grupos etnolingüísticos. Aunque hay múltiples grupos étnicos en Nigeria, los factores económicos dan como resultado una movilidad significativa de nigerianos de múltiples orígenes étnicos y religiosos para residir en territorios de Nigeria que están fuera de su origen étnico o religioso, lo que da como resultado la mezcla de diversos grupos étnicos y religiosos, especialmente en las ciudades de Nigeria. El idioma inglés es la lengua franca de los nigerianos. Nigeria está dividida aproximadamente a la mitad entre musulmanes, que viven principalmente en el norte, y cristianos, que viven principalmente en el sur; Las religiones indígenas, como las originarias de las etnias igbo y yoruba, son minoritarias.

## Etnias
Los nigerianos provienen de múltiples orígenes étnicos, culturales y religiosos, ya que la fundación de Nigeria fue el resultado de una creación colonial por parte del Imperio británico.

## Historia
Ha habido varios estados históricos importantes en Nigeria que han influido en la sociedad nigeriana a través de sus reyes y sus sistemas legales y tributarios, y el uso de la religión para legitimar el poder del rey y unir al pueblo.  El norte de Nigeria ha sido influenciado culturalmente por el Islam, incluidos varios estados islámicos históricos importantes en la región. El Imperio Kanem-Bornu y el Califato de Sokoto fueron importantes estados islámicos históricos en el norte de Nigeria. El sur de Nigeria históricamente tuvo varios estados poderosos, incluidos el Imperio de Benin y el Imperio de Oyo, la Confederación de Ife y varios otros Estados yoruba.

## Cultura

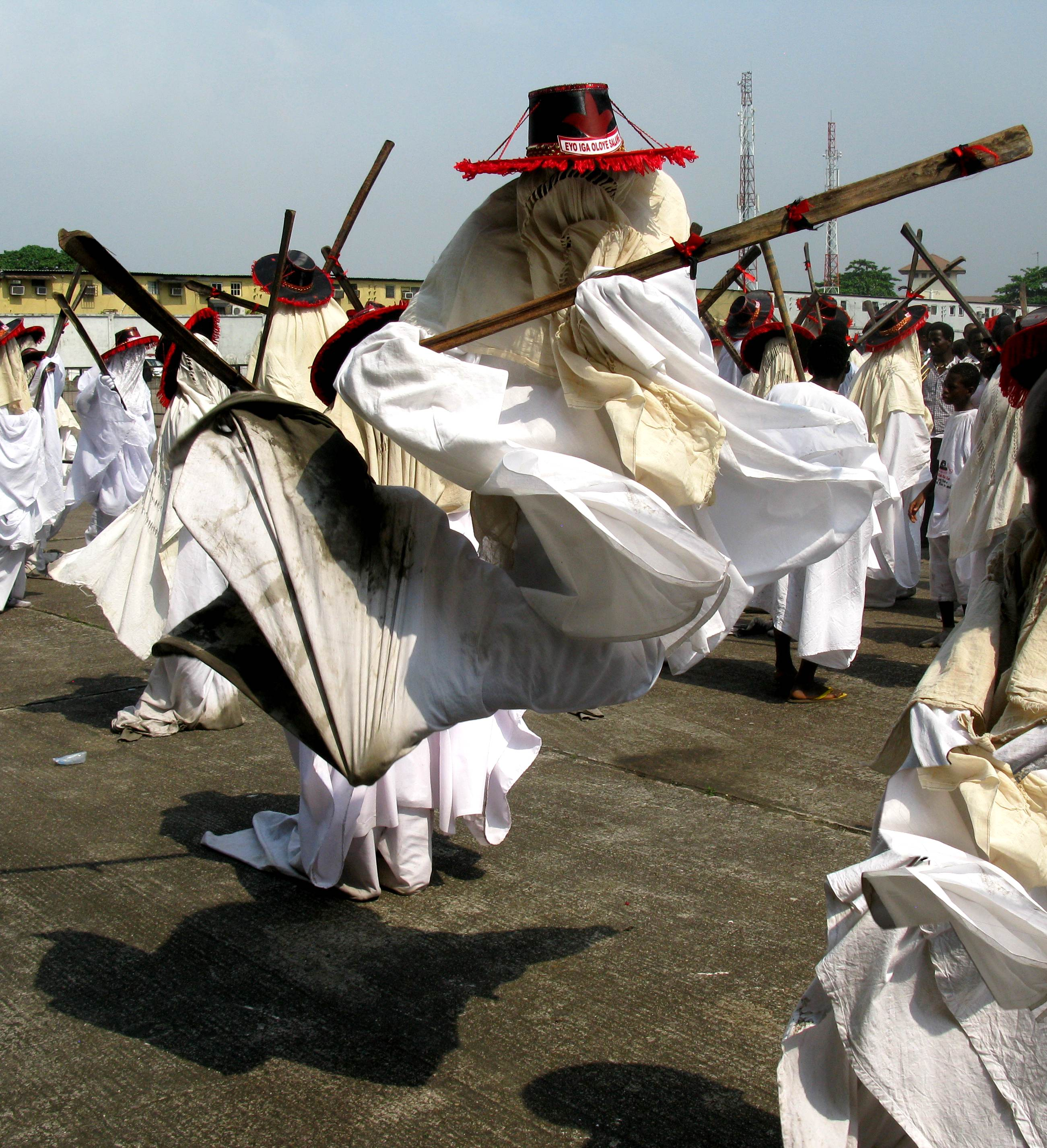
Un salto de mascarada de Eyo Iga Olowe Salaye

La cultura nigeriana se vio profundamente afectada por el dominio colonial británico.  Como la denuncia y los ataques de la autoridad colonial británica a la poligamia, el juicio por ordalía y ciertos tipos de sacrificios.  Al mismo tiempo, las autoridades coloniales británicas mantuvieron y promovieron la cultura tradicional nigeriana que fortaleció la administración colonial. Los británicos difundieron el cristianismo por todo el sur de Nigeria y los misioneros cristianos ayudaron a las autoridades británicas a establecer un sistema educativo de estilo occidental en Nigeria que dio como resultado la enseñanza del idioma inglés en Nigeria y su posterior adopción como idioma principal de Nigeria. Los británicos reemplazaron el trabajo doméstico no remunerado por trabajo asalariado. Antes de la colonización en el siglo XX, las tribus de Nigeria generalmente poseían la tierra como una comunidad, de modo que la tierra no podía comprarse ni venderse. La colonización trajo la noción de que los individuos poseían tierras y comenzó la comercialización de la tierra.
En Nigeria, más del 50 % de los nigerianos viven en aldeas de dos tipos diferentes: el primer tipo utilizado por los igbo y tiv implica una colección de compuestos dispersos, mientras que el segundo tipo utilizado entre los hausa fulani, yoruba y kanuri implica núcleos de compuestos. Estas aldeas están compuestas por miembros de la etnia relacionados por ascendencia, así como por extraños que han sido asimilados a la etnia.  Desde la época anterior a la colonización hasta el presente, ha sido una práctica común de las tribus de Nigeria adoptar extraños en las tribus. Un anciano de la comunidad comúnmente actúa como jefe de aldea o Baale. 
En las grandes ciudades de Nigeria, hay una mezcla sustancial de nigerianos con extranjeros, especialmente europeos, libaneses e indios. La importancia económica de las ciudades de Nigeria ha dado como resultado migraciones de personas desde su patria étnica o cultural tradicional hacia ciudades fuera de esos territorios.  Los igbo, hausa-fulani e ibibio comúnmente han migrado a Lagos y muchos sureños migran al norte para comerciar o trabajar, mientras que varios trabajadores temporeros y pequeños empresarios del norte van al sur.